# 自治系统
自治系统或自治域（英文：Autonomous system, AS）是指在互聯網中，一個或多个實體管轄下的所有IP網路和路由器的組合，它们对互联网执行共同的路由策略。参看 RFC 1930 中更新的定义。
最初自治系统要求由一个单一实体管辖，通常是一个互联网服务提供商或一个拥有到多个网络的独立连接的大型组织，其遵循一个单一且明确的路由策略，参看 RFC 1771 和边界网关协议（BGP）的初始定义（现已废止）。由于多个自治系统可使用各自的自治系统编号与将它们连接到互联网的AS之间运行BGP协议，因此得到较多应用的是 RFC 1930 中较新的定义。尽管AS支持了这多个自治系统，但对互联网来说只能看到该AS的路由策略。所以AS必须具有一个公开且正式登记的自治系统编号（ASN）。
用于BGP路由中的每个自治系统都被分配一个唯一的自治系统编号（ASN）。对BGP来说，因为ASN是区别整个相互连接的网络中的各个网络的唯一标识，所以这个自治系统编号非常重要。互联网地址分派机构将64512到65535的ASN编号保留给（私有）专用网络使用。

## 编号分派
正式的自治系统编号由互联网地址分派机构（IANA, Internet Assigned Numbers Authority）（该机构也负责分配互联网IP地址）成批地分配给各个区域互联网注册管理机构（RIR）。各地区的RIR则进一步再从IANA分配得到的整批ASN里为每一个实体分配一个ASN。想获得ASN的实体必须按其所属的地区中心规定的程序进行申请，在申请得到批准后才会分配到一个ASN。最新IANA的正式ASN分配情况能在IANA的网站找到。
到2007年为止，自治系统编号都是16位长的整数，这最多能被分配给65536个自治系统。自治系统编号被分成两个范围。第一个范围是公开的ASN，从1到64511，它们可在互联网上使用；第二个范围是被称为私有编号的从64512到65535的那些，它们仅能在一个组织自己的网络内使用。
从2007年初开始，各RIR已开始分配32位长度的ASN。这些编号将以<高16位数值的10进制形式>.<低16位数值的10进制形式>的形式来使用。RFC 4893 说明了在BGP中使用32位的ASN的方法。例如编号为“268468224”（16进制则为“10008000”）的ASN写作“4096.32768”。

## 类型
自治系统可根据其连接和运作方式分为三类。
一、殘餘自治系統（stub AS）
又稱「末端自治系統」。是指仅与一个其它自治系统相连的自治系统。如果该自治系統的路由策略与其上游的自治系統完全相同，这说明该自治系統其实浪费了一个ASN。这种情况经常发生在互联网路由环境中：表面上的末端自治系统可能实际上与其它未被公共路由显示服务器反映出来的自治系統之间存在着对等互联关系。
殘餘自治系統只有一條連線接到其他自治系統，資料流可能在此起始或終止，但不會經過它。殘餘自治系統的典型範例是客戶網路，它通常僅作為資料來源或資料的終點。
二、多本家自治系統（multihomed AS）
又稱「多出口的自治系統」。具体的例子如（美国）财政和交通部门的专用互联网络。是指与其它的自治系统具有多于一个连接的自治系统。一旦那些连接中的某一个完全失效，这个多出口的自治系统也仍然能保持和互联网络的联系。但是，这类自治系统不允许它所连接的其它自治系统中的一个穿过它来访问其相连的另一个自治系统。
多本家自治系統有二條以上的對外連線，但它不允許資料訊務流經過它。像這種自治系統的範例是，客戶自治系統使用二個以上的提供者網路服務，但它的政策是不允許資料過境。
三、過境自治系統（transient AS）
又稱「中轉自治系统」。是指一个自治系统通过自己来为几个隔离开的网络提供连通服务。即网络A可通过作为中转自治系統的网络B来连接到网络C。所有的ISP都是这类的中转自治系统，因为这本是就是它们的根本业务目的。因为我们认为ISP是在向客户网络「贩售中转服务」，所以使用中转自治系统这个术语来表示。
過境自治系統連接二個以上的自治系統，且允許訊務經過它。提供者網路和骨幹就是過境自治系統的實例。